# Daniel Vujčić
Daniel Vujčić, slovenski nogometaš, * 12. april 1995.
Vujčić je profesionalni nogometaš, ki igra na položaju vezista. Od leta 2023 je član avstrijskega kluba Treffen. Ped tem je igral za slovenske klube Maribor, Zarico Kranj, Triglav Kranj in Krko ter avstrijske Kalsdorf, Straß, Großklein, Pölfing-Brunn in Wernberg. Skupno je v prvi slovenski ligi odigral deset tekem, v drugi slovenski ligi pa je odigral 38 tekem in dosegel pet golov. Z Mariborom je osvojil naslov slovenskega državnega prvaka v sezoni 2014/15. Bil je tudi član slovenske reprezentance do 16, 17 in 18 let.